# كتاب علي
كتاب علي عبارة عن تجميع لأحاديث النبي محمد صلى الله عليه وآله وسلم التي قيل أن علي كتبها كما أملاها النبي محمد عليه. يقال أن فقيه مكة كان على علم بهذا النص في بداية القرن الثاني وكان على يقين من أن علي هو مؤلفه. فيما يتعلق بمحتوى الكتاب، يُزعم أنه تضمن جميع المعلومات التي قد يحتاجها الأشخاص حول الأمور المباحة (الحلال) وغير المباحة (الحرام)، بما في ذلك قانون العقوبات الشامل الذي أخذ في الاعتبار حتى الإصابات الجسدية الطفيفة. غالبًا ما يرتبط كتاب علي بالجفر، وهو كتاب، وفقًا للاعتقاد الشيعي، أعطاه محمد رسول الله لعلي ويعتقد أنه يحتوي على دروس باطنية لأهل البيت.

## أصالة الكتاب
بحسب أحد الروايات، لوحظ أن علي كتب ما سمعه من النبي محمد في حضوره على قطعة من الورق. المواد التأليفية من القرن الثاني مليئة بالإشارات والاستشهادات من نص يعتقد أن علي قد كتبه مما جمعه من أقوال النبي. وفقا للرواية فقد عرف عطا بن أبي رباح، فقيه مكة في أوائل القرن الثاني (ت. 114)، هذا النص ولم يكن لديه شك في أنه بالفعل من تجميع علي.
تذكر إحدى الروايات أن محمدًا أعطى الكتاب لزوجته أم سلامة قبل وفاته بفترة وجيزة وأعطاها تعليمات لإعطائه للشخص الذي سيطلبه من المنبر؛ أبو بكر وعمر وعثمان لم يفعلوا ذلك، لكن عليًّا طلبه. يذكر الباقر أنه قبل مغادرته إلى معركة كربلاء، أعطى الحسين لابنته الكبرى فاطمة "كتابًا ملفوفًا". ثم أعطته فاطمة لأخيها زين العابدين، والذي وقع في النهاية بين يدي محمد الباقر. يُعتقد أن زين العابدين ومحمد الباقر وجعفر الصادق هم من يملكون الكتاب. على الرغم من أن بعض الاقتباسات من جعفر الصادق كانت من خلال والده، إلا أن الأخيرين يقتبسان منه بانتظام. تمت الإشارة إلى العمل من حين لآخر من قبل الأئمة اللاحقين.

## أعمال مماثلة
وفقًا لبعض الروايات، فإن كتاب علي عبارة عن لفيفة من المخطوطات يبلغ طولها 70 ذراعاً. وهذا نفس وصف لفيفة تعرف بالجامعة في بعض الروابات الأخرى. وقد زُعم أن كلاهما يحتوي على معلومات يطلبها الناس فيما يتعلق بعدم الشرعية، وقواعد الميراث، وحتى التعويض المالي عن الإصابات الجسدية. وثيقة أخرى تسمى مصحف فاطمة تحتوي أيضًا على وصف مماثل للمادة والحجم والمحتويات. تطرح مخطوطة أخرى تُعرف باسم الجفر فيما يتعلق بالوصف المحدد الذي يشير إلى أن النص يحتوي على كل ما يحتاجه الأفراد، حتى مقدار المال للتعويض عن الكدمات. يُعتقد أن المقطعين الأخيرين يتكونان من ملاحظات علي التي أخذها أثناء الاستماع إلى النبي. ومع ذلك، تميل الإشارات إلى هذين الكتابين الأخيرين للتركيز على الموضوعات الباطنية والمروعة، مع ذكر الأول إلى حد كبير وذكر الأخير بالكامل. كان من المفترض أن يكونوا جميعًا جزءًا من تراث أهل البيت المكتوب، والذي اعتقد العديد من الشيعة الأوائل أنه تم نقله عبر سلالة الأئمة وأعطوهم المعرفة الفريدة التي تميزهم عن بقية المجتمع.

## المحتوى
وفقًا لمحمد علي أمير معزي، يشير كتاب علي إما إلى تنقيح القرآن الذي قام به علي أو إلى تدوين الملاحظات التي أدلى بها النبي محمد صلى الله عليه وسلم على علي بعد وفاته. في الحالة الأخيرة، يُقال أن الكتاب يتكلم عن "كل ما سيحدث حتى يوم القيامة". الكتاب الذي يحتوي على قائمة جميع ملوك الأرض يسمى إما كتاب علي، أو كتاب فاطمة. كما أنه يُزعم أنه يحتوي على قائمة الأئمة الاثني عشر، "الشيعة الحقيقيين" وأنسابهم.
بحسب حسين المدرسي، على الرغم من أن بعض الحسابات الباطنية اللاحقة تُنسب أيضًا إلى كتاب علي، فإن الجزء الأكبر من المقاطع التي يحتويها عبارة عن أوامر قضائية. كانت هناك أيضًا مخطوطات معينة من القرون الأولى ابتدعها أنصار علي عن فضائله أو عن أقواله وأفعاله، كانت في كثير من الأحيان اقتباسات مباشرة منه. تشير نصوص السيرة الذاتية العامة أيضًا إلى هذا النوع. تمت الإشارة إلى كتاب علي في المصادر المبكرة التالية:
- الأحكام
  - في الصلاة: (الشافعي 2: 126 - الصفار: 165 - الكافي 3: 397 - المرجع نفسه. 3: 175 - تهذيب الأحكام 2:23، 251 - المرجع نفسه. 2: 102 - المرجع نفسه. 2: 243 - المرجع نفسه. (انظر المرجع نفسه 1: 142))
  - في الصيام ( تهذيب الأحكام 4: 158).
  - في الحج إلى مكة: ( النواضر: 33 (أيضًا في تهذيب الأحكام 5: 152) - الكافي في الأصول والفروع 4: 340 (أيضًا في من لا يحضره الفقيه 2: 338؛ علل الشرائع 2: 94) - الكافي في الأصول والفروع 4: 368 (أيضًا في تهذيب الأحكام 1: 329) - الكافي في الأصول والفروع 4: 389-90 (نوعان، أيضًا تهذيب الأحكام 5: 355 [و 357 مع الاختلافات]) - الكافي في الأصول والفروع 4: 390 (أيضًا في تهذيب الأحكام 5: 344) - الكافي في الأصول والفروع 4: 534 - ابن حزم 7: 102 - 3 (نقلا عن عبد الرزاق))
  - في الجهاد: (الكافي 2:666، 5:31)
  - في المحظورات: الحسين بن ساعي: 39 (أيضًا الكافي في الأصول والفروع 2: 347؛ ثَواب الاَعمال وعِقاب الاَعمال: 261 [تكرر في 270-71 ]؛ خصل: 124) - العياشي 1:223 (أيضًا ثَواب الاَعمال وعِقاب الاَعمال: 278) - الكافي في الأصول والفروع 2: 71– 2 - المرجع نفسه. 2: 278-9- السابق. 5: 541 (أيضا أمالي الصدوق: 385؛ علل الشرائع ٢: ٢٧١؛ ثَواب الاَعمال وعِقاب الاَعمال: 301. راجع الكافي 2: 374 حيث تُنسب نسخة أطول من نفس الكتاب في نقل مختلف لكتاب رسول الله) - علي بن بابويه: 509-18 (أيضًا فقيه 4: 3-18) - علل الشرائع 2: 160-61 (أيضًا خصل 1: 273))
  - في الزواج والطلاق: (كتاب العلوم الشهير بأمالي أحمد بن عيسى 3: 51 - أحمد بن اسحاق الأشعری القمي: 79 (أيضًا تهذيب الأحكام 7: 432)، 87 (أيضًا الكافي في الأصول والفروع 5:452) - فقيه 3: 416 (أيضًا في علل الشرائع 2: 188؛ تهذيب الأحكام 7: 481، 490) - تهذيب الأحكام 8: 82)
  - في التغذية: (علي العريضي بن جعفر الصادق: 115 (أيضًا الكافي في الأصول والفروع 6: 219، 220 [مع اختلافات]؛ تهذيب الأحكام 9: 2، 4،5 [أيضًا 6]) - عبد الرزاق 4: 532 (أيضًا البيهقي 9: 258) - عياشي 1: 294، 295 (أيضًا الكافي 6: 202، 207) - الكافي 3: 9 (أيضًا تهذيب الأحكام 1: 227 [أيضًا 9: 86 مع الاختلافات]) - الكافي 6: 232 - المرجع نفسه. 6: 246– السابق. 6: 255 - الفقيه 3: 330 )
  - في التحكيم: ( الكافي 7: 414-15 (متغيران) )
  - في الميراث: ( صفار: 165 - الكافي في الأصول والفروع 7: 77 - المرجع نفسه. 7: 119 - المرجع نفسه. 7: 136 - الفقيه 4: 283 (راجع. تهذيب الأحكام 9، 308) - معاني الأخبار: 217 (أيضًا تهذيب الأحكام 9: 211) - تهذيب 9: 325-6 تنسب العديد من الاقتباسات الأخرى إلى نص عن قانون الميراث (صحيفة الفرائض)، يُعتقد أيضًا أن علي جمعه من الإملاء. قيل أن هذا جزء من كتاب علي (الكافي 7: 94 [اقرأ في كتاب علي كما في تهذيب الأحكام 9: 271]) مع وصف مشابه لحجمه وشكله (الكافي 7: 94-5)، أو مستطرفات المعالي أو منتخب المقال والأقوال في علم الرجال (صفار: 145؛ الكافي في الأصول والفروع 7: 125). فيما يلي قائمة بالاقتباسات من هذا النص حول قانون الميراث: - الكافي في الأصول والفروع 7: 81 (حيث يتم تقديم روايتين متضاربتين عن ترتيب النص). - المرجع السابق. 7: 93-4 (أيضًا دعائم الإسلام 2: 369) - الكافي في الأصول والفروع 7: 98 (أيضًا دعائم الإسلام 2: 371) - الكافي في الأصول والفروع 7: 112 (تكرر في 113؛ أيضًا دعائم الإسلام 2: 375) - الكافي في الأصول والفروع 7: 126 (انظر أيضًا 7: 125؛ راجع. صفار: 145 حيث تم اقتباس المقطع من الجامع) - الداعم 2: 370 - المرجع السابق. 2: 374– المرجع نفسه. 2: 379- تهذيب الأحكام 9: 306- الحر العاملي، وسائل الشيعة 17: 493 (نقلاً عن المؤلف الشيعي في أوائل القرن الرابع، ابن أبي عقيل))
  - في قانون العقوبات: (أحمد بن محمد بن خالد بن عبدالرحمن البرقي: 273 (أيضًا الكافي في الأصول والفروع 7: 176) - الكافي 7: 201 - المرجع نفسه. 7: 214 (أيضًا 216 مع الاختلافات) - المرجع نفسه. 7: 316 - 7 - المرجع نفسه. 7: 318 - نفس المرجع .7: 329 - خصل: 539 - تهذيب الأحكام 10: 108)
- الدوغماتية والفضائل (المسعودي 5: 82-3 - الخصال: 65-7 - ابن الجهم: 466 (أيضًا الطوسي، عمالي 2:20) )
- حكايات الأنبياء (تفسير العياشي 1: 27-9 (في كتاب من كتب علي؛ أيضا علي بن إبراهيم القمي 1: 36-41 [في كتاب أمير المؤمنين]؛ علل الشرائع 1: 100) - تفسير العياشي 2: 33-4 (كذلك علي بن. إبراهيم 1: 244-5؛ ابن طاووس، سعد بن عبد الله الأشعري القمي: 238-40 [نقلاً عن تفسير أحمد بن محمد بن سعيد ابن عقدة]) - تفسير العياشي 2: 129 - 36 - علي بن إبراهيم القمي 1: 32-4 - المرجع السابق. 1:41 - الكافي في الأصول والفروع 8: 233 )